# نورة بنت عبد الرحمن بن فيصل آل سعود
نورة بنت عبد الرحمن بن فيصل بن تركي آل سعود (من مواليد الرياض عام 1292هـ / 1875م وتوفيت في 1950) أميرة سعودية ابنة عبد الرحمن بن فيصل بن تركي آل سعود وكبرى شقيقات الملك عبد العزيز، وزوجة الأمير سعود الكبير؛ أمها سارة بنت أحمد بن محمد السديري. اشتهرت بدورها الإيجابي في حياة شقيقها عبد العزيز؛ فكان لها مكانة خاصة في نفسه، يكن لها كثيرا من المودة والتقدير، ويقر لها بكثير من الفضل، وكانت كذلك موضع سره، ويستشيرها في كثير من الأمور.

## نشأتها
ولدت الأميرة نورة بنت عبد الرحمن في مدينة الرياض عام 1875م وهي بذلك تكبر شقيقها الملك عبد العزيز بسنة واحدة وتعلمت القراءة والكتابة في عصر كان من النادر فيه وجود المتعلمات من النساء. وبعد استرداد الرياض تزوجت عام 1321هـ/1904م من الأمير سعود بن عبد العزيز بن سعود بن فيصل بن تركي الملقب بـ سعود الكبير وأنجبت منه الأمير محمد بن سعود الكبير الملقب بـ شقران، كما أنجبت الأميرة حصة والأميرة الجوهرة التي تزوج بها الملك فيصل.
ارتبطت نورة بشقيقها عبدالعزيز برباط وثيق منذ طفولتها المبكرة إذ كانت تشاركه اللعب، وكانت رفيقته عند خروج الإمام عبدالرحمن بأسرته من الرياض في أعقاب موقعة المليداء 1308هـ / 1897م.
بعد سنوات من استقرار أسرة الإمام عبد الرحمن في الكويت كانت نورة عاملاً مهماً في شحذ همة شقيقها عبد العزيز في السعي نحو استعادة ملك آبائه، فقد كانت هي التي حثته لاستعادة الرياض بعد أن أخفق في المرة الأولى، فأخذت تقوي عزيمته وإرادته وعندما عزم على الخروج من الكويت بصحبته لاستعادة الرياض، بكت والدته بكاء حاراً وحاولت أن تثنيه عن قصده غير أن نورة شجعته فدخلت عليه أخته نورة قائلة: "لا تندب حظك؛ إن خابت الأولى والثانية فسوف تظفر في الثالثة، ابحث عن أسباب فشلك؛ فالرجال لم يخلقوا للراحة.
تتحدث حفيدتها الأميرة مشاعل بنت فيصل بن عبد العزيز عن جدتها نورة نقلاً عن أمها الجوهرة بنت سعود أن الملك عبد العزيز دخل يوماً على أخته وهي تأكل تمراً، فناولته حبة تمر وقالت: متى نستعيد تمور الأحساء فنفض الملك عبد العزيز يده، وكأن هذه العبارة زادت من حماسته وعزمه على المضي في طريق المجد وتوحيد مملكته وكان ينتخي بها في الحرب والهول (أنا أخو نورة) وهو الأمر الذي انتهى إلى نجاح عبد العزيز ذلك النجاح المعروف تاريخياً.

## دورها البارز
عندما استرد الملك عبد العزيز الرياض واستقر هو وعائلته فيها برز دور نورة في كثير من جوانب الحياة الاجتماعية والسياسية ومن ذلك:
1. أشرفت على تسيير أمور نساء العائلة.
2. جنبت أخاها مشاكل وشؤون القصر الداخلية فتحل المشاكل وتنهيها.
3. من مزاياها أنها كانت تشفع عند الملك عبد العزيز لكثير من المحتاجين ومن لهم مشاكل تحتاج إلى حل.
4. يستشيرها الملك عبد العزيز في كثير من الأمور وكان يلجأ إليها ليتحدث معها كثيراً ويبحث أموراً كثيرة من شؤونه، ويبوح بأسراره لها ويأتمنها على تلك الأسرار.
5. كما يعتمد الملك عبد العزيز عليها في بعض الجوانب التي تخص شؤون القبائل، خاصة ما يتعلق بالنساء اللاتي لهن صلات بأفراد من شيوخ القبائل وذوي السلطة في المجتمع.
6. مارست الأميرة نورة واجبات السيدة الأولى فكانت تستقبل زائرات الرياض من الأجنبيات، وتأذن لهن بزيارة ورؤية معالم معينة فيها.
7. عهد إليها الملك عبد العزيز باستقبال ضيفات البلاد حيث يتوافد على المملكة العربية السعودية الكثير من النساء المهمات خاصة في موسم الحج ولا تكاد تأتي امرأة ذات شأن إلا وكانت زيارة قصر نورة من ضمن برنامجها التي تقوم بدورها بتقديم الضيفة لزوجات الملك عبد العزيز وبناته والكبيرات من الأسرة المالكة، وكان الملك يتابع قيامها بهذه المهمة ويحرص على ذلك، وكانت بدورها تحرص على عدم الإخلال بهذا الواجب.
8. كان للأميرة نورة اهتمام كبير بتنمية قدرات الأطفال وتوسيع مداركهم العلمية، وتحفيزهم على التعلم، ويبدو ذلك من اهتمامها بالأطفال الذين يختمون القرآن إذ كانت تكافئهم على فعلهم.وقد أدرك الملك عبد العزيز في أخته هذه الصفة التي تضاف إليها وهي العطف على الأيتام ورعايتهم، ومحاولة تعويضهم عن أمهاتهم، ومن هنا فقد كان يعهد إليها بهذه المهمة وكانت كريمة اليد، تجد اللذة الكبيرة في إنفاق ما تملك، وتذكر الأميرة صيتة أن عمتها تملك مزارع في الأحساء، فيها الكثير من البقر والغنم، وكان ما في المزارع من تمور، وألبان، وخضراوات يذهب إلى مستحقيه من الفقراء.

## شخصية الأميرة نورة
اتسمت الأميرة نورة بقوة الشخصية، والشجاعة وبعد النظر، فهي التي ساندت شقيقها الملك عبد العزيز، ودعمته بروحها القوية عندما عزم على استعادة ملك آبائه وأجداده. بعد أن أخفق شقيقها عبد العزيز في محاولته الأولى، ظلت تقوي عزيمته، وتشحذ همته، وتحفزه على تكرار المحاولة، وتطرد عنه اليأس والتخاذل؛ حتى تحقق له النصر. كما تميزت بالكرم والجاذبية، وقيل عنها: أنها تتمتع بحملها عقول أربعين رجلا نظرا لكفاءتها ورجاحة عقلها، كما تتمتع بحس سياسي الأمر الذي جعل الملك يولي اهتماما كبيرا لأفكارها، وآرائها السياسية، بل كان الملك يجلس معها ساعات طويلة ليستمد منها الرأي والمشورة ، و كان الملك عبدالعزيز يعتز بها، ويهتف باسمها في الحروب، أو في مواقف النخوة، فيقول: أنا أخو نورة، أنا أخو الأنور المعزي! وعاشت عمرها وهي أقرب الناس إليه.

## الأميرة والطائرة
المعلومات التي تقدمها الكتب المتوافرة عن الأميرة نورة بنت عبد الرحمن شحيحة، إلا أن الأستاذ أحمد بن علي بن أسد الله الكاظمي (توفي عام 1413هـ) وكان قريبا من الأسرة المالكة حيث درّس أنجال الملك عبد العزيز (18) عاما بداية من سنة 1356هـ كتب في مذكراته التي صدرت العام الهجري الماضي حادثة عن الأميرة نورة تعد مهمة في ظل قلة الأخبار عنها، حيث كتب فيها عن يوم الأربعاء7/11/1365هـ أي قبل (74) سنة ناقلاً خبراً من أحد طلبته الأمراء، ما نصه: " قال أحد الأمراء من طلبتنا:
اليوم ستتوجه (العمة نورة) إلى الحجاز جوّا، وكان الوالد يحب أن يركب الطائرة، ويحلق فوق البلدة قبل سفر العمة، والظاهر كان جلالة الملك يريد بتحليقه فوق البلدة تشجيع أخته على ركوب الطائرة؛ لأنها ما ركبت قط الطائرة وقد كانت مترددة في ركوبها. ثم سمعت من آخر: أن العمة توجهت أمس صباحاَ إلى الطائف، وقد وزعت السيارات على رجال حاشية الملك وبعض الأسر المالكة. ويقولون: إن السيارات لم تسد جميع الطلبات بل بقي عدد لا بأس به من أتباع الأمراء وبعض الأمراء، كذلك لم يتحصلوا على السيارات، ويقال: إن السفر الخميس. أما نحن فلم يأتنا خبر ما ".
وأكدت مذكرات الكاظمي هذه المعلومة حين كتب عن يوم الجمعة 9/11/1365هـ ـ أي بعد يومين ـ ما نصه نقلا عن طالب لديه من أنجال الملك عبد العزيز: «قال آخر: إن جميع النساء اللواتي من الأسرة المالكة واللائي يذهبن للحجاز سيركبن الطائرات.....».
وهذا يدل على أن الأميرة نورة ركبت الطائرة لأول مرة في حياتها بقصد أداء فريضة الحج عام 1365هـ أي قبل وفاتها بأربع سنوات وعمرها حينها (73) عاماً.

## وفاتها
توفيت الأميرة نورة بنت عبد الرحمن بن فيصل آل سعود عن عمر يناهز السابعة والسبعين في شوال 1369هـ / يوليو 1950م بعد أن أصابها مرض لم يشخصه الأطباء، وبقيت تصارع المرض عاماً كاملاً إلى أن أسلمت الروح ودفنت بمقبرة العود بالرياض.

## الإرث
تنازل الملك عبد الله بن عبد العزيز آل سعود عن إطلاق اسمه على جامعة البنات بالرياض، حيث فضّل الملك عبد الله أن يطلق اسم جامعة الأميرة نورة بنت عبد الرحمن آل سعود عليها بدلًا من اسمه بعد لحظات من الإعلان عن إطلاق اسم الملك عبد الله بن عبد العزيز آل سعود عليها.